# ワシントンDCインターナショナル
ワシントンDCインターナショナル（Washington, D.C. International）とは、1952年から1994年まで行われていたアメリカ合衆国の競馬の国際競走（平地競走）である。
日本ではワシントンDC国際とも訳され、インビテーショナルレース（招待競走）であったことからワシントンDC国際招待などと表記される場合もあった。ステークスと表記されることがあるが、少なくとも創設時から1968年まではステークスではない。以下は記事名の表記に統一して説明する。

## 概要
1952年、ジョン・D・シャピーロによって、アメリカ合衆国メリーランド州のローレル競馬場（現ローレルパーク競馬場）にサラブレッド3歳以上の芝12ハロン（約2414メートル）の出走条件で創設された競走である。当時のアメリカ合衆国における唯一の国際招待競走であり、単に「インターナショナル」といえばこの競走を意味していた。最盛期にはアメリカ国内はもとよりヨーロッパや日本、冷戦中のソビエト連邦からも強豪が集まった。
世界から出走馬を招待する為、第1回の開催時にはスターティングゲートの使用が一般化していたアメリカの競馬場でありながら、この競走のみゲートを使用せずにスターターの振り下ろす旗によって発走していた。その後、バリヤー式発馬機よる発走を挟み、最終的にスターティングゲートでの発走が行われるようになった。
創設された年にイギリス馬ウィルウィンが勝利したこともあり、1954年にはエリザベス2世、アリ・ハーン、ウィンストン・チャーチル、ギー・ド・ロートシルト男爵、ポール・メロンといった有名な馬主から競走馬が送り込まれるようになった。
1980年代にはニューヨーク州アケダクト競馬場やベルモントパーク競馬場で行われるターフクラシック（当時）、カナダ・オンタリオ州ウッドバイン競馬場で行われるロスマンズインターナショナルステークス（当時）と本競走の全てで優勝した競走馬には100万ドルのボーナスが支払われた。1983年にオールアロングが全競走を制覇し、ボーナスを獲得している。
ヨーロッパとアメリカにおける秋の重要な競走となったが、1981年に後発の国際競走となるジャパンカップとアーリントンミリオン、1984年の同時期に競馬の祭典ブリーダーズカップが創設されたことで相対的に衰微した。同年12月にローレル競馬場を買い取ったフランク・J・ドゥフランシスは、観客動員や売上が落ちる中、1987年から本競走がメインとなる「インターナショナルターフフェスティバル」を創設する。翌1988年にはバドワイザーをスポンサーとし、競走名をバドワイザーインターナショナルに改称した。
1993年にはブリーダーズカップの前哨戦となるよう2週間前に行なうこととし、本競走はワシントンDCインターナショナルマイルとなり、その名のとおり施行距離もマイルに変わった。1994年には、競走名を創設時に、施行距離を10ハロンに戻される。このころにはメリーランドの競馬関係者に時代遅れの遺物と見なされており、翌年には中止が決定された。
2005年にコロニアルダウンズ競馬場で行われていたコロニアルターフカップが2014年のコロニアルダウンズ競馬場閉鎖に伴い、2015年からローレルパーク競馬場でコモンウェルスターフカップとして引き継がれ、2017年から本競走にちなんだボルチモアワシントンインターナショナルターフカップと名称を変更し、後継競走に位置づけけられることとなった。

## 歴史
- 1952年 出走条件3歳以上の芝12ハロン(約2400メートル）で施行される国際招待競走として創設。
- 1958年 1位入線のテューダーエラが2着に降着、セーラーズガイド（英語版）が繰り上がり優勝。
- 1959年-1960年 ボールドイーグルが連覇。
- 1961年-1963年 ケルソが3年連続で2着に入る。
- 1964年 ケルソが当時のアメリカ芝12ハロンレコードで優勝。
- 1973年 グレード制開始に伴い、G1競走となる。
- 1986年 施行距離を芝10ハロン（約2012メートル）に短縮。
- 1988年 バドワイザー社がスポンサーになり、バドワイザーインターナショナルに改名[6]。
- 1993年 施行距離が芝8ハロン（約1608メートル）に短縮し、ワシントンDCインターナショナルマイルの名で実施[7]。
- 1994年 施行距離が芝10ハロンに戻され、ワシントンDCインターナショナルの名で実施[8]。
- 1995年 競走の中止が決定される。

### 歴代優勝馬
| 回数   | 施行日         | 調教国・優勝馬    | 性齢 | タイム   | 優勝騎手       | 管理調教師       |
| ------ | -------------- | ----------------- | ---- | -------- | -------------- | ---------------- |
| 第1回  | 1952年         | Wilwyn            | 牡4  | 2:30 4/5 | M.Mercer       | J.Waugh          |
| 第2回  | 1953年         | Worden            | 牡4  | 2:36 0/5 | C.Smirke       | G.Bridgland      |
| 第3回  | 1954年         | Fisherman         | 牡3  | 2:47 4/5 | E.Arcaro       | S.Veitch         |
| 第4回  | 1955年         | El Chama          | 牡4  | 2:36 1/5 | R.Bustamente   | J.Labelle        |
| 第5回  | 1956年         | Master Boing      | 牡3  | 2:39 0/5 | G.Chancelier   | G.Pelet          |
| 第6回  | 1957年         | Mahan             | 牡6  | 2:34 3/5 | S.Boulmetis    | H.Trotsek        |
| 第7回  | 1958年         | Sailor's Guide    | 牡6  | 2:33 1/5 | H.Grant        | J.B.Bond         |
| 第8回  | 1959年11月11日 | Bald Eagle        | 牡4  | 2:28 0/5 | M.Ycaza        | W.Stephens       |
| 第9回  | 1960年11月11日 | Bald Eagle        | 牡5  | 2:33 0/5 | M.Ycaza        | W.Stephens       |
| 第10回 | 1961年11月11日 | T.V.Lark          | 牡4  | 2:26 1/5 | J.Longden      | P.Parker         |
| 第11回 | 1962年11月12日 | Match             | 牡4  | 2:28 1/5 | Y.Saint-Martin | F.Mathet         |
| 第12回 | 1963年11月11日 | Mongo             | 牡4  | 2:27 2/5 | W.Chambers     | F.A.Bonsal       |
| 第13回 | 1964年11月11日 | Kelso             | 騸7  | 2:23 4/5 | I.Valenzuela   | C.Hanford        |
| 第14回 | 1965年11月11日 | Diatome           | 牡3  | 2:28 2/5 | J.Deforge      | G.Watson         |
| 第15回 | 1966年11月11日 | Behistoun         | 牡3  | 2:28 4/5 | J.Deforge      | J.Lieux          |
| 第16回 | 1967年11月11日 | Fort Marcy        | 騸3  | 2:27 0/5 | M.Ycaza        | E.Burch          |
| 第17回 | 1968年11月11日 | Sir Ivor          | 牡3  | 2:28 4/5 | L.Piggott      | V.O'Brien        |
| 第18回 | 1969年11月11日 | Karabas           | 牡4  | 2:27 0/5 | L.Piggott      | B.van Cutsem     |
| 第19回 | 1970年11月11日 | Fort Marcy        | 騸6  | 2:42 4/5 | J.Velasquez    | E.Burch          |
| 第20回 | 1971年10月25日 | Run the Gantlet   | 牡3  | 2:50 3/5 | R.Woodhouse    | E.Burch          |
| 第21回 | 1972年11月11日 | Droll Role        | 牡4  | 2:38 4/5 | B.Baeza        | T.Kelly          |
| 第22回 | 1973年11月10日 | Dahlia            | 牝3  | 2:31 4/5 | B.Pyers        | M.Zilber         |
| 第23回 | 1974年11月9日  | Admetus           | 騸4  | 2:29 3/5 | M.Philipperon  | J.Cunnington Jr. |
| 第24回 | 1975年11月8日  | Nobiliary         | 牝3  | 2:31 1/5 | S.Hawley       | M.Zilber         |
| 第25回 | 1976年11月6日  | Youth             | 牡3  | 2:46 1/5 | S.Hawley       | M.Zilber         |
| 第26回 | 1977年11月5日  | Johnny D.         | 騸3  | 2:42 1/5 | S.Cauthen      | M.Kay            |
| 第27回 | 1978年11月4日  | Mac Diarmida      | 牡3  | 2:27 0/5 | J.Cruguet      | S.Schulhofer     |
| 第28回 | 1979年11月10日 | Bowl Game         | 騸5  | 2:51 0/5 | J.Velasquez    | J.Gaver Jr.      |
| 第29回 | 1980年11月8日  | Argument          | 牡3  | 2:30 1/5 | L.Piggott      | M.Zilber         |
| 第30回 | 1981年11月7日  | Providential      | 牡4  | 2:31 1/5 | A.Lequeux      | C.Whittingham    |
| 第31回 | 1982年11月6日  | April Run         | 牝4  | 2:31 0/5 | C.Asmussen     | F.Boutin         |
| 第32回 | 1983年11月12日 | All Along         | 牝4  | 2:35 0/5 | W.Swinburn     | P.Biancone       |
| 第33回 | 1984年10月20日 | Seattle Song      | 牡3  | 2:27 1/5 | C.Asmussen     | F.Boutin         |
| 第34回 | 1985年11月16日 | Vanlandingham     | 牡4  | 2:35 3/5 | D.MacBeth      | S.McGaughey      |
| 第35回 | 1986年11月15日 | Lieutenant's Lark | 牡4  | 2:09 0/5 | R.Davis        | H.Tesher         |
| 第36回 | 1987年10月31日 | Le Glorieux       | 牡3  | 2:02 4/5 | L.Pincay Jr.   | R.Collet         |
| 第37回 | 1988年10月23日 | Sunshine Forever  | 牡3  | 2:03 0/5 | A.Cordero Jr.  | J.Veitch         |
| 第38回 | 1989年10月22日 | Caltech           | 牡3  | 2:07 3/5 | R.Douglas      | E.Aspurua Jr.    |
| 第39回 | 1990年10月21日 | Fly Till Dawn     | 牡4  | 2:01 1/5 | L.Pincay Jr.   | D.Vienna         |
| 第40回 | 1991年10月19日 | Leariva           | 牝4  | 2:06 4/5 | E.Prado        | D.Smaga          |
| 第41回 | 1992年10月17日 | Zoman             | 牡5  | 2:01 2/5 | A.Munro        | P.Cole           |
| 第42回 | 1993年10月23日 | Buckhar           | 牡5  | 1:38 0/5 | J.Cruguet      | W.Freeman        |
| 第43回 | 1994年10月15日 | Paradise Creek    | 牡5  | 1:59.63  | P.Day          | B.Mott           |